# Cerobates
Genre
Taxons de rang inférieur
- Cerobates (Cerobates) Schoenherr, 1840
- Cerobates (Ionthocerus) Lacordaire, 1866

Cerobates est un genre d'insectes coléoptères de la famille des Brentidae, de la sous-famille des Brentinae et de la tribu des Stereodermini.

## Liste des espèces
Cerobates aduncus - 
Cerobates adustus - 
Cerobates aemulus - 
Cerobates aequalis - 
Cerobates andamanicus - 
Cerobates angustipennis - 
Cerobates articulosus - 
Cerobates asiaticus - 
Cerobates australasiae - 
Cerobates bicolor - 
Cerobates birmanicus - 
Cerobates burgeoni - 
Cerobates canaliculatus - 
Cerobates carinensis - 
Cerobates cingulatus - 
Cerobates clinatus - 
Cerobates collectivus - 
Cerobates complanatus - 
Cerobates concisus - 
Cerobates continentalis - 
Cerobates conveniens - 
Cerobates copiosus - 
Cerobates corruptes - 
Cerobates corruptus - 
Cerobates costatus - 
Cerobates credibilis - 
Cerobates crematus - 
Cerobates cruentatus - 
Cerobates curtus - 
Cerobates dalmoni - 
Cerobates debilis  - 
Cerobates debilis - 
Cerobates decorsei - 
Cerobates dilutus - 
Cerobates elegans - 
Cerobates endroedyi - 
Cerobates enganoensis - 
Cerobates fleutiauxi - 
Cerobates fleutiauxii - 
Cerobates formosanus - 
Cerobates fornerisae - 
Cerobates fortunatus - 
Cerobates fossulatus - 
Cerobates foveolatus - 
Cerobates gressitti - 
Cerobates grouvellei - 
Cerobates hybridus - 
Cerobates kalabakanus - 
Cerobates kleinei - 
Cerobates laevipennis - 
Cerobates laevithorax - 
Cerobates lao - 
Cerobates laticostatis - 
Cerobates longicerus - 
Cerobates maai - 
Cerobates matanganus - 
Cerobates mentaweicus - 
Cerobates mimus - 
Cerobates modiglianii - 
Cerobates nigripes - 
Cerobates nigrothorax - 
Cerobates octoguttatus - 
Cerobates ophthalmicus - 
Cerobates opthalmicus - 
Cerobates pasteuri - 
Cerobates perrinae - 
Cerobates philippinensis - 
Cerobates pidigala - 
Cerobates planicollis - 
Cerobates projectus - 
Cerobates puerilis - 
Cerobates punctulatus - 
Cerobates pygmaeus - 
Cerobates rectestriatus - 
Cerobates sandaicus - 
Cerobates sennae - 
Cerobates sennai - 
Cerobates sexsulcatus - 
Cerobates siamensis - 
Cerobates sondaicus - 
Cerobates sulcatus - 
Cerobates sumatranus - 
Cerobates tristriatus (type) - 
Cerobates turgidulus - 
Cerobates usambaricus - 
Cerobates vitiensis - 
Cerobates zanzibaricus - 
Cerobates zazae - 
Cerobates zazoides